# Carmen Larrabeiti
Carmen Larrabeiti Urquiza (Bilbao, 2 de junio de 1904 - Madrid, 1 de junio de 1968) fue una actriz española.

## Biografía
Con apenas 17 años comienza su carrera teatral, integrándose en la compañía de María Guerrero y Fernando Díaz de Mendoza, lo que le permite interpretar obras de algunos de los mejores autores del momento. En 1926 contrae matrimonio con Carlos, el hijo de Guerrero y Díaz de Mendoza, con el que había coincidido sobre los escenarios. Tras la muerte de sus suegros, se integra en la compañía del Teatro Infanta Isabel, junto a su marido, estrenando entre otras obras, Las hogueras de San Juan (1930), de Juan Ignacio Luca de Tena.
Había debutado en el cine en 1926 con la película Currito de la Cruz, de Alejandro Pérez Lugín. Tras pasar por París, contratada, junto a su marido, por la compañía Paramount para rodar Doña Mentiras (1930), Sarah and son (1930), La carta (1931) y La fiesta del diablo (1931), se traslada a Hollywood junto a su esposo, en esta ocasión de la mano de la 20th Century Fox para grabar versiones en castellano de algunos de los éxitos de Hollywood para el público de habla hispana. Allí rueda Esclavas de la moda, de David Howard, ¿Conoces a tu mujer?, con Rafael Rivelles y La ley del harén, con José Mojica las dos últimas de Lewis Seiler. Todas ellas en 1931.
En 1932 hubo de regresar a España aquejada de una enfermedad que la apartó definitivamente de los escenarios.
Madre de la actriz Mari Carmen Díaz de Mendoza.